# Antonia Visconti

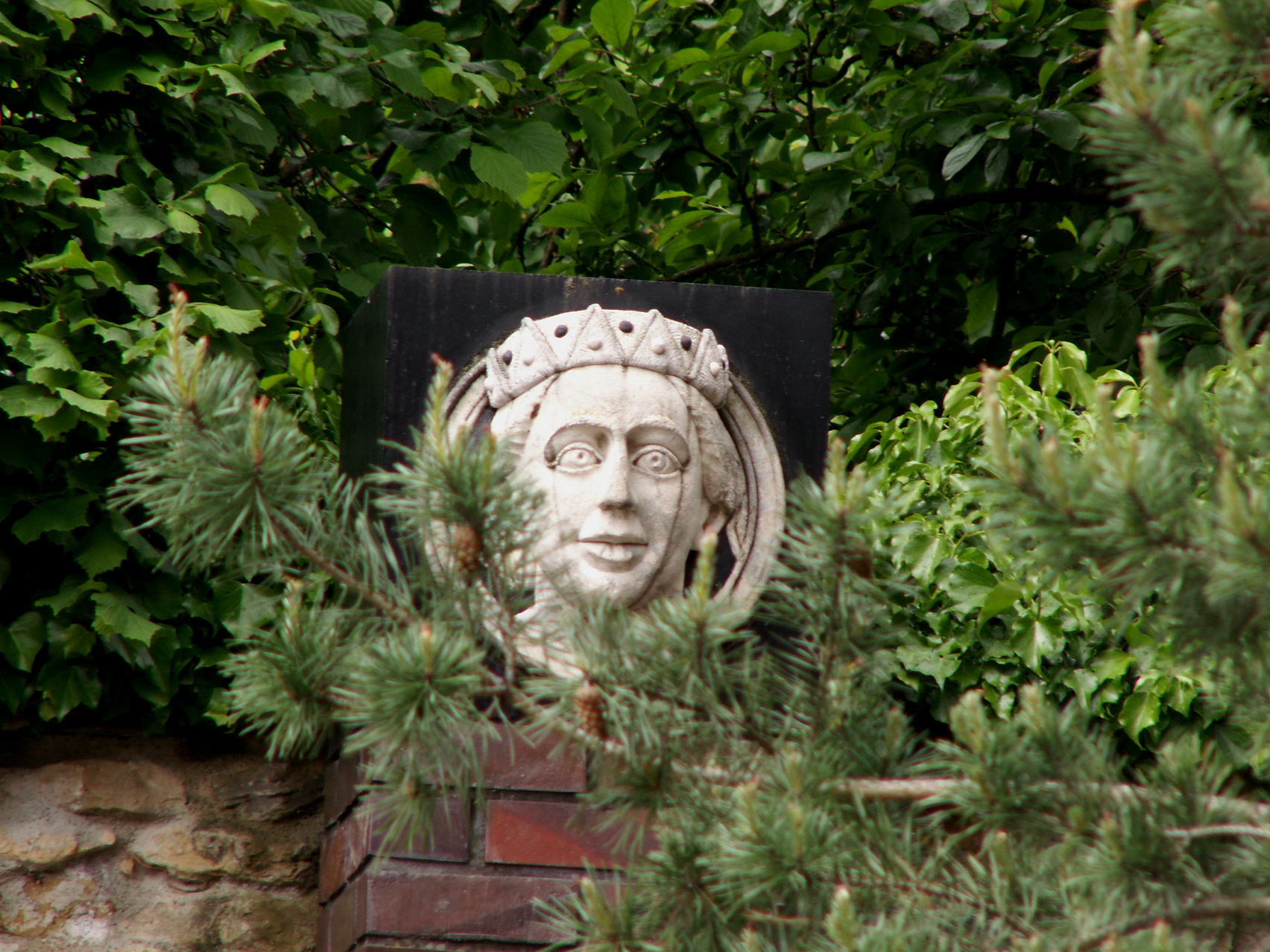
Halbrelief der Antonia Visconti im Garten der Villa Visconti in Bietigheim, ein zwischen 2001 und 2003 entstandenes Werk des Bildhauers Jürgen Goertz, nachempfunden nach einem Original der um 1400 entstandenen Konsolbüste im Chor der Stadtkirche von Bietigheim

Antonia Visconti (* nach 1350 vermutlich in Mailand; † 26. März 1405 im Alten Schloss Stuttgart) wurde durch ihre Heirat Gräfin von Württemberg.

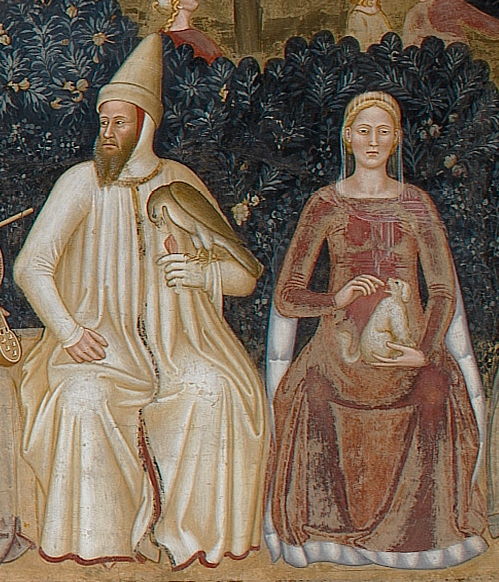
Beatrice della Scala und ihr Ehemann Bernabò Visconti, die Eltern von Antonia Visconti, der späteren Gräfin von Württemberg, Gemahlin von Eberhard III., Ausschnitt eines Freskos von Andrea di Bonaiuto aus der Cappella Spagnuolo, Santa Maria Novella, Florenz

## Leben
Antonia Visconti war eins der 17 Kinder des Bernabò Visconti, Herr von Mailand. Sie zählte zu den 15 ehelich geborenen Kindern aus seiner Ehe mit Beatrice della Scala aus dem Geschlecht der Scaliger, der Herren von Verona.
Antonia war zunächst König Friedrich III. von Sizilien als Ehefrau versprochen, jedoch verstarb Friedrich III. 1377 vor dem vereinbarten Beilager, woraufhin Bernabo Visconti am 1. Juli 1380 für seine Tochter eine Eheabrede mit Eberhard III. von Württemberg schloss.
Das Brautgut der Herzogin Antonia bezifferte sich auf 70.000 Gulden, eine für damalige Zeiten ungeheuer hohe Summe, nebst weiterer Kleinodien und Brautgut, die Antonia als Aussteuer nach Urach mitbrachte. Am 27. Oktober 1380 fand in Urach die Hochzeit von Antonia Visconti und Graf Eberhard III. mit vielen Tage andauernden Feierlichkeiten statt.

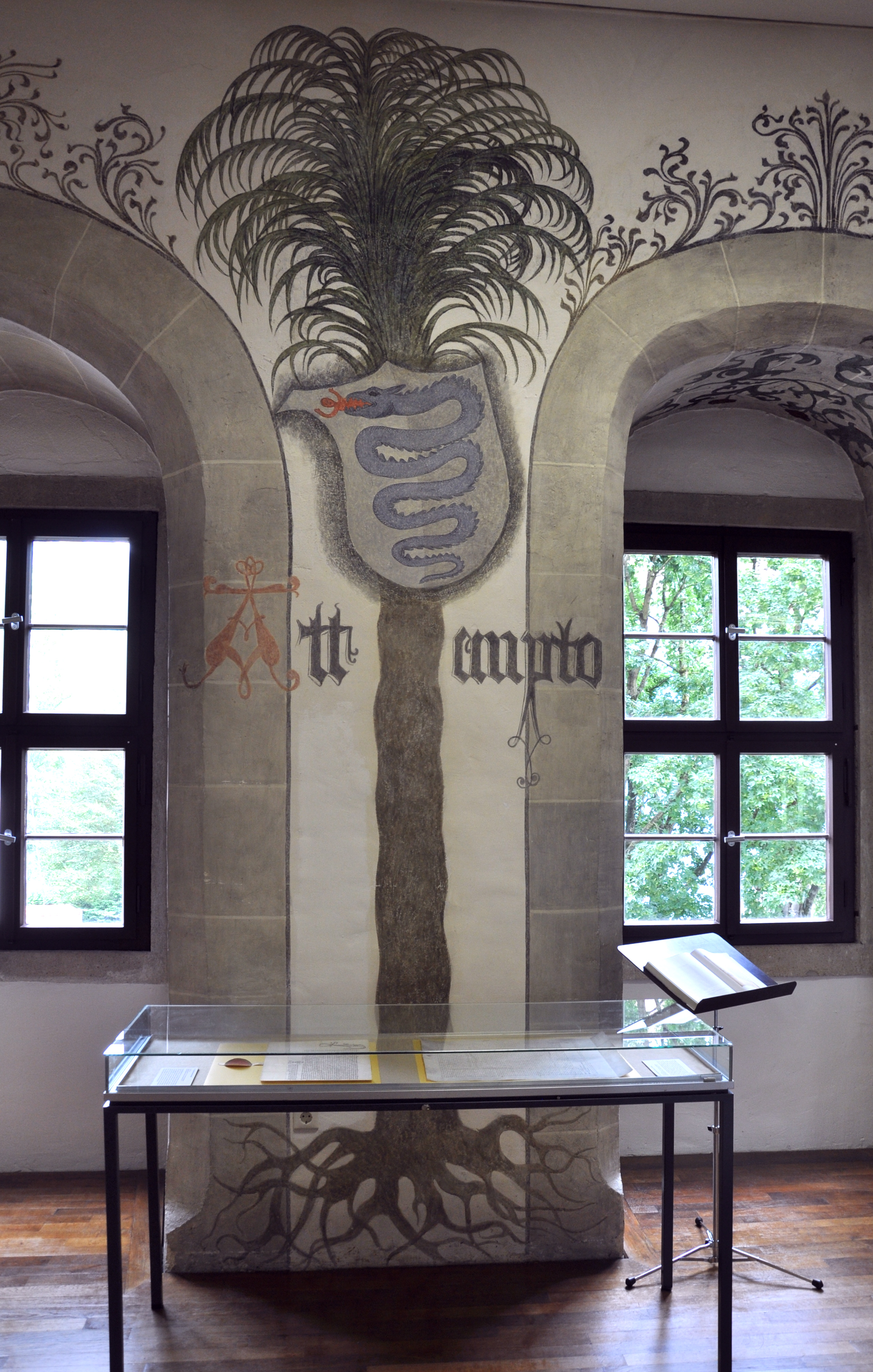
Palmensaal im Schloss Urach
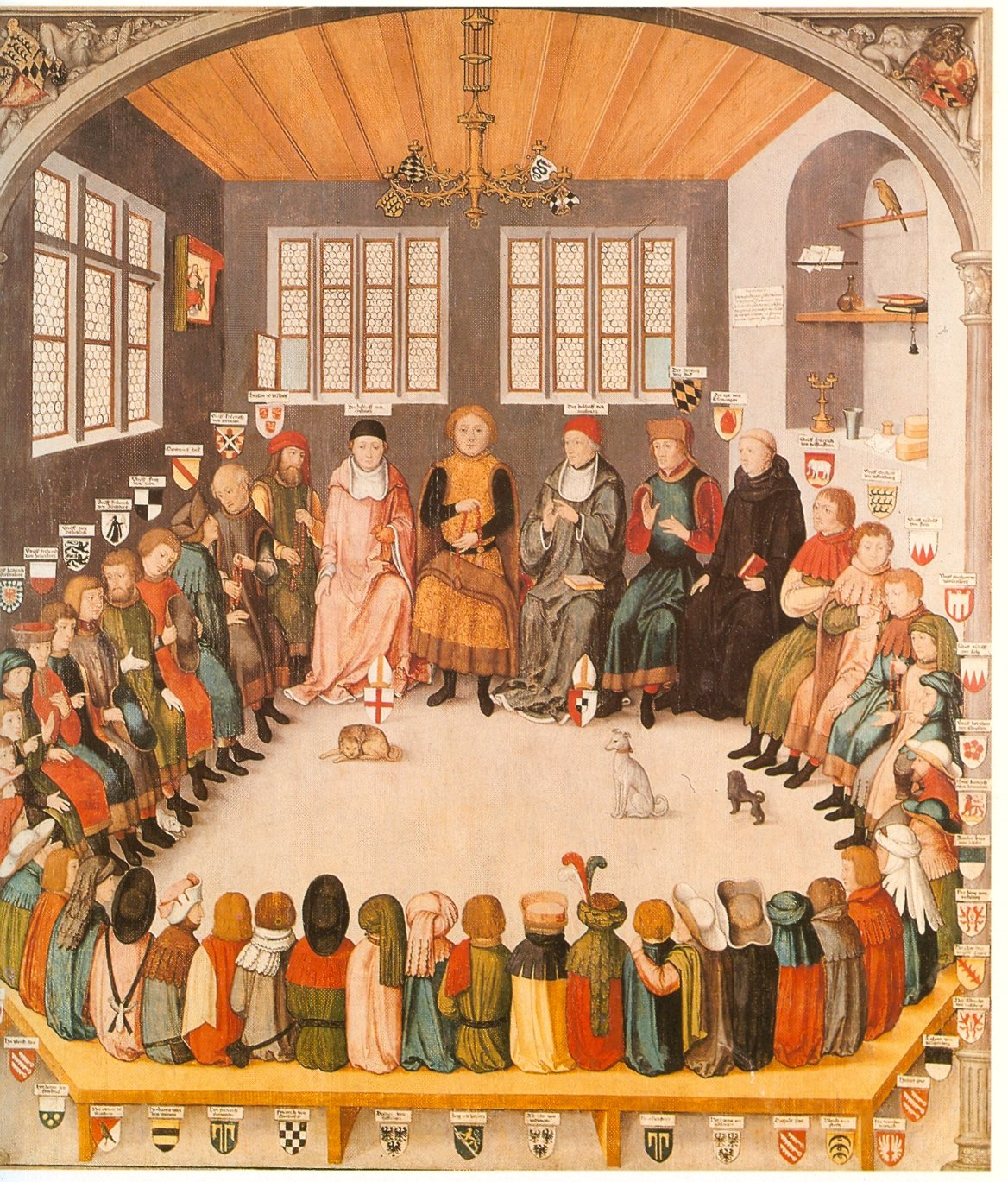
Ratssitzung Eberhard der Milde
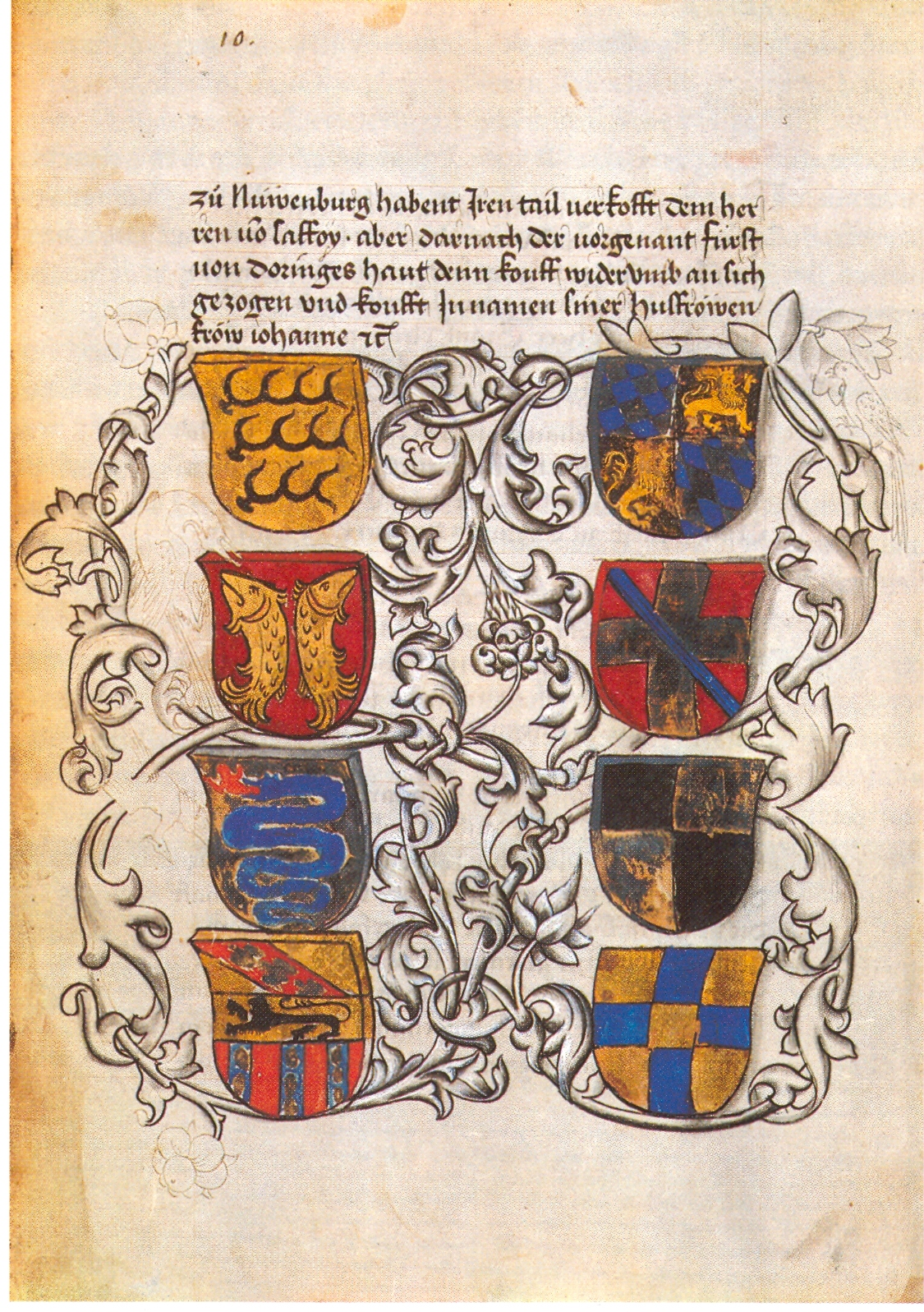
Wappen der Ahnen von Eberhard I., darunter das Wappen der Visconti

Eberhard III. überschrieb Antonia Bietigheim und Brackenheim als Wittum. Als Gräfin von Württemberg förderte Antonia die Verbreitung von Musik, Literatur und allen schönen Künsten in Stuttgart, Bietigheim und ganz Württemberg. Der fraw von Mailant garten, der südlich des Alten Schlosses in Stuttgart entstand, wurde nach den Vorstellungen von Gräfin Antonia entworfen, angelegt und gestaltet.
Aus Antonia Viscontis Ehe mit Eberhard III. gingen mehrere Kinder hervor, von denen nur der spätere Graf Eberhard IV. das Erwachsenenalter erreichte.
Von Antonias Geschwistern wurde Herzogin Taddea Gemahlin von Herzog Stephan III. von Bayern, Herzogin Maddalena wurde die Gemahlin des Herzogs Friedrich von Bayern, Herzogin Elisabetta die Gemahlin von Herzog Ernst von Bayern und Herzogin Viridis wurde die Gemahlin von Herzog Leopold III. von Österreich. Auch die Schwestern brachten eine ebenso kostbare Aussteuer über den Brennerpass nach Norden in ihre neue Heimat, wie Antonia.
Antonia Visconti, Gräfin von Württemberg, wurde im Chor der Stuttgarter Stiftskirche beigesetzt. Nach ihrem Tod vermählte sich Eberhard III. mit Elisabeth (1391/92–1429), Tochter von Burggraf Johann III. (Nürnberg).
Noch heute erinnert auch die im Jahr 2002 errichtete Villa Visconti in der Altstadt von Bietigheim an Antonia Visconti, die Gräfin von Württemberg.